# Best of Dark Horse 1976-1989
Best of Dark Horse 1976-1989 er George Harrisons andet officielle opsamlingsalbum og blev udgivet i 1989.  Det følger op på begge hans vellykkede comeback album Cloud Nine i 1987 og det Harrison-anførte Traveling Wilburys Vol. 1 det følgende år.
Harrison indspillede to nye sange, "Poor Little Girl" og "Cockamamie Business", specielt til denne udgivelse, og lagde også sin sang "Cheer Down" fra lydsporet til Dødbringende Våben 2 med på albummet.
Albummet er en fin opsummering af hans musikalske periode hos hans eget Dark Horse Records pladeselskab, som strækker sig fra Thirty Three & 1/3 fra 1976 til Cloud Nine og videre. Best of Dark Horse 1976-1989 nåede overraskende nok ikke hitlisterne i Storbritannien og kom kun op på #132 i USA.
Best of Dark Horse 1976-1989, som oprindeligt blev distribueret gennem Warner Brothers Records, stoppede distribueringen nogle år efter sin udgivelse, uden at blive genudgivet af EMI da de modtog rettighederne til hele Harrisons Dark Horse samling.  Da ingen definitiv karriere-omspændende Harrison opsamling endnu er lavet, er The Best of George Harrison fra 1976 i øjeblikket den eneste retrospektive Harrison udgivelse.

## Spor
Alle sange af George Harrison, bortset fra når bemærket.
1. "Poor Little Girl" – 4:33
2. "Blow Away" – 3:59
3. "That's The Way It Goes" – 3:34
4. "Cockamamie Business" – 5:15
  - Spor 1 & 4 er eksklusive nye indspilninger til dette album
5. "Wake Up My Love" – 3:32
6. "Life Itself" – 4:24
7. "Got My Mind Set On You" (Rudy Clark) – 3:51
8. "Crackerbox Palace" – 3:56
9. "Cloud 9" – 3:14
10. "Here Comes The Moon" – 4:09
11. "Gone Troppo" – 4:23
12. "When We Was Fab" (George Harrison/Jeff Lynne) – 3:56
13. "Love Comes To Everyone" – 3:40
14. "All Those Years Ago" – 3:44
15. "Cheer Down" (George Harrison/Tom Petty) – 4:08
  - Også med i filmen Dødbringende Våben 2